# جانفرانکو بالدانلو
جانفرانکو بالدانِلو (ایتالیایی: Gianfranco Baldanello؛ زادهٔ ۱۳ نوامبر ۱۹۲۸) کارگردان فیلم، فیلم‌نامه‌نویس و تدوین‌گر اهل ایتالیا است.
از فیلم‌هایی که وی در آن‌ها نقش داشته‌است، می‌توان به توطئه اورانیوم، ساده‌لوح و عجب دکتری بچه‌ها! اشاره نمود.